# Комаров, Василий Николаевич
Васи́лий Никола́евич Комаро́в (31 июля 1915, Никольский уезд, Вологодская губерния — не ранее 1986, Подосиновский район, Кировская область, РСФСР, СССР) — советский военный деятель, полковник (1944 год).

## Биография
Василий Николаевич Комаров родился 31 июля 1915 года в деревне Васильево.
В сентябре 1936 года был призван в ряды РККА и направлен на службу в 29-й стрелковый полк, где после окончания полковой школы служил на должностях командира отделения и помощника командира взвода. В апреле 1938 года был направлен на учёбу на курсы младших лейтенантов в 10-й стрелковой дивизии (Ленинградский военный округ), после окончания которых вернулся в 29-й стрелковый полк, где служил на должностях командира учебного взвода и помощника командира роты.
В ноябре 1939 года Комаров был переведён в 44-й стрелковый полк (144-я стрелковая дивизия, Московский военный округ), где служил на должностях командира роты, помощника начальника штаба полка, начальника физической подготовки полка и помощника командира батальона, а в октябре 1940 года — на должность помощника начальника 1-го отделения штаба этой же дивизии.

### Великая Отечественная война
С началом войны находился на прежней должности.
В октябре 1941 года был назначен на должность начальника штаба курсов младших лейтенантов 49-й армии (Резервный фронт), в июле 1942 года — на должность начальника отделения штаба 42-й стрелковой дивизии, а в феврале 1944 года — на должность начальника штаба 65-го стрелкового корпуса. С 22 февраля по 28 марта того же года исполнял должность командира этого же корпуса.
В июне 1944 года был направлен на учёбу на ускоренный курс Высшей военной академии имени К. Е. Ворошилова, после окончания которого с марта 1945 года находился в распоряжении Главного управления кадров НКО СССР, а затем Военного совета 1-го Украинского фронта.

### Послевоенная карьера
В мае 1945 года был назначен на должность начальника оперативного отдела Оперативного управления штаба 1-го Украинского фронта, в январе 1948 года — на должность заместителя начальника оперативного отдела штаба 38-й армии, в мае 1952 года — на должность начальника отдела оперативной подготовки Оперативного управления штаба Прикарпатского военного округа, а в июле 1958 года — на должность начальника военно-научной группы штаба этого же округа.
Полковник Василий Николаевич Комаров в марте 1959 года вышел в запас. Умер в родной деревне.

## Награды
- Четыре ордена Красного Знамени;
- Орден Красной Звезды;
- Медали.

## Комментарии
1. ↑  Деревня Васильево, относившаяся к Подосиновской волости Никольского уезда, в последующем входила в состав Яхреньгского сельсовета Подосиновского района Кировской области; не сохранилась[1].